# Sønderogsand
Sønderogsand (tysk Süderoogsand nordfrisisk Saruug Söön) er et syv kilometer langt og fire kilometer bredt højsande sydvest for Sønderog og Pelvorm i Nordfrisland i det vestlige Sydslesvig. Højsandet er et af de nordfrisiske udesande.
Sandbankens areal er på cirka 15 km². Nord for Sønderogsand ligger Nørreogsand. Mellem de to sandbanker ligger prilen (tidevandsstrømmen) Rummelhul (nordfrisisk Romelgat). Nordvest for sandbanken ligger byen Vesterhever på halvøen Ejdersted.
I 1867 rejstes den første 24 meter høje redningsbåke på sandbanken. Den nuværende redningsbåke har en højde på 19 meter. Båken fungerer også som fyrlys. I båken yngler siden 1995 et par vandrefalke. 
54°26′24″N 8°28′41″Ø / 54.44000°N 8.47806°Ø